# 貝維爾 (紐約州)
貝維爾（英語：Bayville）是位於美國紐約州拿騷縣的村。

## 人口
根據2020年美國人口普查的數據，貝維爾的面積為4.02平方千米，當中陸地面積為3.77平方千米，而水域面積為0.25平方千米。當地共有人口6748人，而人口密度為每平方千米1,679人。